# بالچیک
بالچیک شهری در استان دوبریچ کشور بلغارستان است که جمعیت آن در سال ۲۰۰۱ میلادی ۱۲٬۴۴۸ نفر بوده‌است.